# کریستین دامیان تورس
کریستین دامیان تورس (لتونیایی: Kristians Damians Torress؛ زادهٔ ۱۸ ژوئن ۱۹۸۵) بازیکن فوتبال اهل لتونی است.
از باشگاه‌هایی که در آن بازی کرده‌است می‌توان به باشگاه فوتبال لیپایاس متالورگس اشاره کرد.
وی همچنین در تیم ملی فوتبال لتونی بازی کرده‌است.